# Swieqi United Football Club
Lo Swieqi United Football Club è una società calcistica maltese avente sede nella cittadina di Swieqi.
Fondata nel 2009, la squadra non ha mai disputato un campionato nella massima serie. Dalla stagione 2018-19 milita Challenge League, la seconda divisione del campionato maltese.
Nonostante la fondazione recente, il club possiede anche una sezione di calcio a 5 ed una di calcio femminile, e si distingue per una apprezzata accademia giovanile.

## Palmarès

### Altri piazzamenti
- Third Division:

Secondo posto: 2013-2014